# Christian Scharfetter
Christian Scharfetter (* 1936 in Innsbruck; † November 2012) war ein österreichischer Psychiater und Autor.

## Leben
Scharfetter wurde 1936 in Innsbruck geboren, wo er auch studierte und erste klinische Erfahrungen sammelte. 1963 ging er nach Zürich an die neurochirurgische Klinik der Universität und besuchte Kolloquien der psychiatrischen Universitätsklinik. 1967 wurde er Assistenzarzt unter dem ihn fördernden Manfred Bleuler. Ab 1969 forschte er bei Jules Angst, der ihn im Jahr darauf zum Oberarzt ernannte. 1972 habilitierte sich Scharfetter und wurde zum Privatdozenten ernannt. 1973 wurde er Assistenzprofessor und übernahm das Lehrdeputat in der Psychopathologie für Psychologen.
Scharfetter schrieb eine umfangreiche Biographie zu Eugen Bleuler, einem der Väter der Psychiatrie, der eugenische und rassistische Ansichten vertrat und 1908 in einer Konferenz zur Psychiatrie in Berlin den Begriff Schizophrenie erstmals öffentlich verwendete.
2012 schied Scharfetter durch begleiteten Suizid aus dem Leben, nachdem ihm ein Gallengangskarzinom mit infauster Prognose diagnostiziert worden war.

## Schriften (Auswahl)
- Allgemeine Psychopathologie. Eine Einführung, 1976
- Schizophrene Menschen: Diagnostik, Psychopathologie, Forschungsansätze, 1995
- Was weiss der Psychiater vom Menschen? Unterwegs in der Psychiatrie: Menschenbild, Krankheitsbegriff und Therapieverständnis, 2000.
- Eugen Bleuler 1857–1939. Studie zu seiner Psychopathologie, Psychologie und Schizophrenielehre. Juris, Dietikon 2001.
- Daniel Hell, Christian Scharfetter, Arnulf Möller (Hrsg.): Eugen Bleuler – Leben und Werk. Verlag Hans Huber, Bern 2001.
- Eugen Bleuler (1857–1939). Polyphrenie und Schizophrenie, 2006
- Scheitern. In der Sicht auf Psychopathologie und Therapie, 2012